# Amédée Ozenfant
Amédée Ozenfant (Sant Quentin, 15 d'abril de 1886 - Canes, 4 de maig de 1966) fou un pintor i escriptor francès que fundà el purisme juntament amb Le Corbusier. El llegat que deixà com a escriptor i mestre, però, és més important que el que deixà com a pintor. El 1937 va inaugurar una escola a Londres i el 1938 abandonà Europa i marxà cap a Nova York, on va constituir l'Ozenfant School of Fine Arts. El seu llibre Foundations of Modern Art, publicat a Londres el 1931, ha estat una obra molt llegida.

## Referències

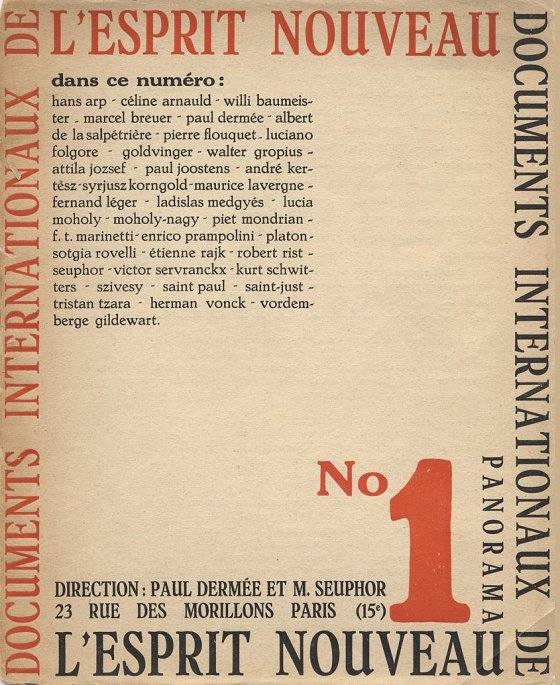
Cover esprit nummer 1